# Le Signaleur
Pour plus de détails, voir Fiche technique et Distribution.
Le Signaleur est un court métrage belge de 18 minutes en noir et blanc réalisé en 1997 par Benoît Mariage.

## Distribution
- Louis Koscielniak : le signaleur
- Benoît Poelvoorde : l'organisateur
- Bouli Lanners : René
- Coco
- Olivier Gourmet

## Production
Le film a été tourné en Région wallonne, dans les environs de Namur, Profondeville, Éghezée et Wasseiges.